# Diecezja Gómez Palacio
Diecezja Gómez Palacio (łac. Dioecesis Gomez Palaciensis) – diecezja Kościoła rzymskokatolickiego w Meksyku, należąca do archidiecezji Durango.

## Historia
25 listopada 2008 roku papież Benedykt XVI konstytucją apostolską Metropolitanae Ecclesiae erygował diecezję Gómez Palacio. Dotychczas wierni z tych terenów należeli do archidiecezji Durango. 

## Ordynariusze
- José Guadalupe Torres Campos (2008-2014)
- José Fortunato Álvarez Valdéz (2015-2018)
- Jorge Estrada Solórzano (od 2019)